# Lijst van vlinders in Madagaskar

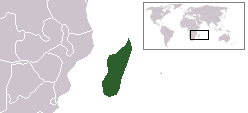
Locatie van Madagaskar

Dit is een lijst van vlinders in Madagaskar. Er zijn ongeveer 297 soorten vlinders bekend in Madagaskar waarvan er 210 endemisch zijn.

## Papilionidae

### Papilioninae

#### Papilionini
- Papilio dardanus meriones  Felder & Felder, 1865
- Papilio delalandei  Godart, [1824]
- Papilio demodocus  Esper, [1798]
- Papilio erithonioides  Grose-Smith, 1891
- Papilio grosesmithi  Rothschild, 1926
- Papilio morondavana  Grose-Smith, 1891
- Papilio oribazus  Boisduval, 1836
- Papilio epiphorbas  Boisduval, 1833
- Papilio mangoura  Hewitson, 1875

#### Leptocercini
- Graphium evombar (Boisduval, 1836)
- Graphium colonna (Ward, 1873)
- Graphium endochus (Boisduval, 1836)
- Graphium cyrnus (Boisduval, 1836)

#### Troidini
- Pharmacophagus antenor (Drury, [1773])

## Pieridae

### Coliadinae
- Eurema brigitta pulchella (Boisduval, 1833)
- Eurema desjardinsii (Boisduval, 1833)
- Eurema floricola (Boisduval, 1833)
- Eurema hapale (Mabille, 1882)
- Catopsilia florella thauruma (Reakirt, 1866)

### Pierinae
- Colotis amata crowleyi (Sharpe, 1898)
- Colotis evanthe (Boisduval, 1836)
- Colotis guenei (Mabille, 1877)
- Colotis mananhari (Ward, 1870)
- Colotis vestalis castalis (Staudinger, 1884)
- Colotis lucasi (Grandidier, 1867)
- Colotis zoe  (Grandidier, 1867)
- Pinacopteryx eriphia mabillei (Aurivillius, [1899])
- Nepheronia buquetii pauliani  Bernardi, 1959
- Leptosia alcesta sylvicola (Boisduval, 1833)
- Leptosia nupta viettei  Bernardi, 1959

#### Pierini
- Appias epaphia orbona (Boisduval, 1833)
- Appias sabina confusa (Butler, 1872)
- Mylothris phileris (Boisduval, 1833)
- Mylothris smithii (Mabille, 1879)
- Mylothris splendens  Le Cerf, 1927
- Dixeia charina narena (Grose-Smith, 1898)
- Belenois antsianaka (Ward, 1870)
- Belenois creona prorsus (Talbot, 1943)
- Belenois grandidieri (Mabille, 1878)
- Belenois helcida (Boisduval, 1833)
- Belenois mabella  Grose-Smith, 1891

## Lycaenidae

### Miletinae

#### Miletini
- Spalgis tintinga (Boisduval, 1833)
- Lachnocnema bibulus (Fabricius, 1793)

### Theclinae

#### Theclini
- Hypolycaena philippus ramonza (Saalmüller, 1878)
- Hemiolaus ceres (Hewitson, 1865)
- Hemiolaus cobaltina (Aurivillius, 1899)
- Hemiolaus maryra (Mabille, [1887])
- Leptomyrina phidias (Fabricius, 1793)
- Iolaus argentarius  Butler, 1879
- Iolaus mermeros (Mabille, 1878)
- Deudorix antalus (Hopffer, 1855)
- Deudorix batikeli (Boisduval, 1833)
- Deudorix dinochares  Grose-Smith, 1887
- Deudorix renidens (Mabille, 1884)
- Deudorix wardii (Mabille, 1878)

### Polyommatinae

#### Lycaenesthini
- Anthene princeps smithii (Mabille, 1877)

#### Polyommatini
- Cupidopsis cissus (Godart, [1824])
- Cupidopsis jobates (Hopffer, 1855)
- Pseudonacaduba sichela reticulum (Mabille, 1877)
- Catochrysops scintilla (Mabille, 1877)
- Lampides boeticus (Linnaeus, 1767)
- Uranothauma artemenes (Mabille, 1880)
- Cacyreus darius (Mabille, 1877)
- Leptotes pirithous (Linnaeus, 1767)
- Leptotes rabefaner (Mabille, 1877)
- Zizeeria knysna (Trimen, 1862)
- Zizina otis antanossa (Mabille, 1877)
- Actizera atrigemmata (Butler, 1878)
- Actizera drucei (Bethune-Baker, 1906)
- Zizula hylax (Fabricius, 1775)
- Azanus sitalces (Mabille, 1900)
- Azanus soalalicus (Karsch, 1900)
- Eicochrysops hippocrates (Fabricius, 1793)
- Eicochrysops pauliani  Stempffer, 1950
- Eicochrysops sanguigutta (Mabille, 1879)
- Euchrysops decaryi  Stempffer, 1947
- Euchrysops malathana (Boisduval, 1833)
- Euchrysops osiris (Hopffer, 1855)
- Freyeria minuscula (Aurivillius, 1909)
- Freyeria trochylus (Freyer, [1843])
- Lepidochrysops azureus (Butler, 1879)
- Lepidochrysops caerulea  Tite, 1961
- Lepidochrysops grandis  Talbot, 1937
- Lepidochrysops leucon (Mabille, 1879)
- Lepidochrysops turlini  Stempffer, 1971

### Riodininae

#### Nemeobiini
- Saribia decaryi (Le Cerf, 1922)
- Saribia perroti  Riley, 1932
- Saribia ochracea  Riley, 1932
- Saribia tepahi (de Boisduval, 1833)

## Nymphalidae

### Libytheinae
- Libythea ancoata  Grose-Smith, 1891
- Libythea tsiandava  Grose-Smith, 1891

### Danainae

#### Danaini
- Danaus chrysippus orientis (Aurivillius, 1909)
- Amauris nossima (Ward, 1870)

### Satyrinae

#### Melanitini
- Gnophodes betsimena (Boisduval, 1833)
- Melanitis leda (Linnaeus, 1758)

#### Satyrini
- Heteropsis drepana (Westwood, 1850)
- Heteropsis vola (Ward, 1870)
- Heteropsis paradoxa (Mabille, 1880)
- Heteropsis ankoma (Mabille, 1878)
- Heteropsis mabillei (Butler, 1879)
- Heteropsis alaokola (Oberthür, 1916)
- Heteropsis masoura (Hewitson, 1875)
- Heteropsis antahala (Ward, 1872)
- Heteropsis narova (Mabille, 1877)
- Heteropsis erebina (Oberthür, 1916)
- Heteropsis anganavo (Ward, 1871)
- Heteropsis erebennis (Oberthür, 1916)
- Heteropsis passandava (Ward, 1871)
- Heteropsis difficilis (Mabille, 1880)
- Heteropsis obscura (Oberthür, 1916)
- Heteropsis wardii (Mabille, 1877)
- Heteropsis strato (Mabille, 1878)
- Heteropsis viettei (Lees, 2003)
- Heteropsis andravahana (Mabille, 1878)
- Heteropsis fuliginosa (Mabille, 1878)
- Heteropsis exocellata (Mabille, 1880)
- Heteropsis cowani (Butler, 1880)
- Heteropsis ankaratra (Ward, 1870)
- Heteropsis narcissus fraterna (Butler, 1868)
- Heteropsis bicristata (Mabille, 1878)
- Heteropsis parvidens (Mabille, 1880)
- Heteropsis avelona (Ward, 1870)
- Heteropsis uniformis (Oberthür, 1916)
- Heteropsis iboina (Ward, 1870)
- Heteropsis parva (Butler, 1879)
- Heteropsis subsimilis (Butler, 1879)
- Heteropsis pauper (Oberthür, 1916)
- Heteropsis ankova (Ward, 1870)
- Heteropsis turbata (Butler, 1880)
- Heteropsis pallida (Oberthür, 1916)
- Heteropsis andasibe (Lees, 2003)
- Heteropsis strigula (Mabille, 1877)
- Heteropsis maeva (Mabille, 1878)
- Heteropsis laeta (Oberthür, 1916)
- Heteropsis laetifica (Oberthür, 1916)
- Heteropsis undulans (Oberthür, 1916)
- Heteropsis anceps (Oberthür, 1916)
- Heteropsis angulifascia (Butler, 1879)
- Heteropsis turbans (Oberthür, 1916)
- Heteropsis sabas (Oberthür, 1923)
- Strabena goudoti (Mabille, 1885)
- Strabena isoalensis (Paulian, 1951)
- Strabena martini (Oberthür, 1916)
- Strabena batesii (Felder & Felder, 1867)
- Strabena nepos (Oberthür, 1916)
- Strabena eros (Viette, 1971)
- Strabena germanus (Oberthür, 1916)
- Strabena affinis (Oberthür, 1916)
- Strabena consobrina (Oberthür, 1916)
- Strabena mandraka (Paulian, 1951)
- Strabena niveata (Butler, 1879)
- Strabena albivittula (Mabille, 1880)
- Strabena cachani (Paulian, 1950)
- Strabena excellens (Butler, 1885)
- Strabena triophthalma (Mabille, 1885)
- Strabena ibitina (Ward, 1873)
- Strabena tsaratananae (Paulian, 1951)
- Strabena vinsoni (Guenée, 1865)
- Strabena rakoto (Ward, 1870)
- Strabena soror (Oberthür, 1916)
- Strabena perroti (Oberthür, 1916)
- Strabena modesta (Oberthür, 1916)
- Strabena modestissima (Oberthür, 1916)
- Strabena mabillei (Aurivillius, 1899)
- Strabena mopsus (Mabille, 1878)
- Strabena consors (Oberthür, 1916)
- Strabena impar (Oberthür, 1916)
- Strabena smithii (Mabille, 1877)
- Strabena andilabe (Paulian, 1951)
- Strabena daphne (Viette, 1971)
- Strabena dyscola (Mabille, 1880)
- Strabena sufferti (Aurivillius, 1899)
- Strabena tamatavae (Boisduval, 1833)
- Strabena zanjuka (Mabille, 1885)
- Strabena perrieri (Paulian, 1951)
- Strabena andriana (Mabille, 1885)
- Strabena argyrina (Mabille, 1878)

### Charaxinae

#### Charaxini
- Charaxes analava  Ward, 1872
- Charaxes antamboulou  Lucas, 1872
- Charaxes cowani  Butler, 1878
- Charaxes andara Ward, 1873
- Charaxes phraortes  Doubleday, 1847
- Charaxes andranodorus andranodorus  Mabille, 1884
- Charaxes andranodorus andrefana  Viette, 1975
- Charaxes cacuthis  Hewitson, 1863
- Charaxes zoolina betsimisaraka  Lucas, 1872

#### Euxanthini
- Charaxes madagascariensis (Lucas, 1843)

### Apaturinae
- Apaturopsis kilusa (Grose-Smith, 1891)
- Apaturopsis paulianii  Viette, 1962

### Nymphalinae

#### Nymphalini
- Antanartia hippomene madegassorum (Aurivillius, 1899)
- Vanessa cardui (Linnaeus, 1758)
- Junonia goudotii (Boisduval, 1833)
- Junonia hierta paris  Trimen & Bowker, 1887
- Junonia oenone epiclelia (Boisduval, 1833)
- Junonia orithya madagascariensis  Guenée, 1865
- Junonia rhadama (Boisduval, 1833)
- Salamis anteva (Ward, 1870)
- Protogoniomorpha anacardii duprei (Vinson, 1863)
- Precis andremiaja (Boisduval, 1833)
- Precis eurodoce (Westwood, [1850])
- Hypolimnas anthedon drucei (Butler, 1874)
- Hypolimnas bolina jacintha (Drury, [1773])
- Hypolimnas deceptor deludens  Grose-Smith, 1891
- Hypolimnas dexithea (Hewitson, 1863)
- Hypolimnas misippus (Linnaeus, 1764)

### Cyrestinae

#### Cyrestini
- Cyrestis camillus elegans  Boisduval, 1833

### Biblidinae

#### Biblidini
- Byblia anvatara (Boisduval, 1833)
- Neptidopsis fulgurata (Boisduval, 1833)
- Eurytela dryope lineata  Aurivillius, 1899
- Eurytela narinda  Ward, 1872

#### Epicaliini
- Sevenia amazoula (Mabille, 1880)
- Sevenia howensis (Staudinger, 1886)
- Sevenia madagascariensis (Boisduval, 1833)

### Limenitinae

#### Limenitidini
- Cymothoe lambertoni  Oberthür, 1923
- Cymothoe dujardini  Viette, 1971
- Pseudacraea imerina (Hewitson, 1865)
- Pseudacraea lucretia apaturoides (Felder & Felder, [1867])
- Pseudacraea peyrierasi  Collins, 1991

#### Neptidini
- Neptis kikideli  Boisduval, 1833
- Neptis saclava  Boisduval, 1833
- Neptis sextilla  Mabille, 1882

#### Adoliadini
- Aterica rabena  Boisduval, 1833
- Euptera kinugnana insularis  Collins, 1995

### Heliconiinae

#### Acraeini
- Acraea dammii  van Vollenhoven, 1869
- Acraea hova  Boisduval, 1833
- Acraea igati  Boisduval, 1833
- Acraea mahela  Boisduval, 1833
- Acraea ranavalona  Boisduval, 1833
- Acraea siliana  Oberthür, 1916
- Telchinia calida  Butler, 1878
- Telchinia encedon (Linnaeus, 1758)
- Telchinia fornax  Butler, 1879
- Telchinia lia  Mabille, 1879
- Telchinia masamba  Ward, 1872
- Telchinia obeira  Hewitson, 1863
- Telchinia sambavae  Ward, 1873
- Telchinia serena (Fabricius, 1775)
- Telchinia silia  Mabille, [1885]
- Telchinia strattipocles  Oberthür, 1893
- Telchinia zitja  Boisduval, 1833
- Tildia turna  Mabille, 1877
- Pardopsis punctatissima (Boisduval, 1833)

#### Vagrantini
- Smerina manoro (Ward, 1871)
- Phalanta madagascariensis (Mabille, 1887)
- Phalanta phalantha aethiopica (Rothschild & Jordan, 1903)

## Hesperiidae

### Coeliadinae
- Coeliades ernesti (Grandidier, 1867)
- Coeliades fervida (Butler, 1880)
- Coeliades fidia  Evans, 1937
- Coeliades forestan arbogastes (Guenée, 1863)
- Coeliades rama  Evans, 1937
- Coeliades ramanatek (Boisduval, 1833)

### Pyrginae

#### Celaenorrhinini
- Celaenorrhinus ambra  Evans, 1937
- Celaenorrhinus humbloti (Mabille, 1884)

#### Tagiadini
- Tagiades insularis  Mabille, 1876
- Tagiades samborana  Grose-Smith, 1891
- Eagris nottoana smithii (Mabille, [1887])
- Eagris sabadius andracne (Boisduval, 1833)

### Hesperiinae

#### Aeromachini
- Fulda australis  Viette, 1956
- Fulda bernieri (Boisduval, 1833)
- Fulda coroller (Boisduval, 1833)
- Fulda gatiana (Oberthür, 1923)
- Fulda imorina  Evans, 1937
- Fulda lucida  Evans, 1937
- Fulda pauliani  Evans, 1952
- Fulda rhadama (Boisduval, 1833)
- Arnetta ellipsis (Saalmüller, 1884)
- Arnetta fito  Evans, 1937
- Arnetta hyposticta (Mabille, 1898)
- Xanthodisca ariel (Mabille, 1878)
- Acleros leucopyga (Mabille, 1877)
- Malaza carmides (Hewitson, 1868)
- Malaza empyreus (Mabille, 1878)
- Malaza fastuosus (Mabille, 1884)
- Galerga albiplaga  Oberthür, 1916
- Galerga eximia (Oberthür, 1923)
- Galerga gillias (Mabille, 1878)
- Galerga kingdoni (Butler, 1879)
- Galerga malchus (Mabille, 1879)
- Galerga flora (Oberthür, 1923)
- Galerga howa (Mabille, 1876)
- Galerga ismael (Oberthür, 1916)
- Galerga ochracea (Evans, 1937)
- Galerga paroechus (Mabille, [1887])
- Galerga silvestralis (Viette, 1956)
- Galerga sylvia (Evans, 1937)
- Galerga varians (Oberthür, 1916)
- Ploetzia amygdalis (Mabille, 1877)
- Artitropa alaotrana  Oberthür, 1916
- Artitropa boseae (Saalmüller, 1880)
- Artitropa hollandi  Oberthür, 1916

#### Baorini
- Pelopidas mathias (Fabricius, 1798)
- Borbo borbonica (Boisduval, 1833)
- Borbo gemella (Mabille, 1884)
- Borbo havei (Boisduval, 1833)
- Borbo ratek (Boisduval, 1833)
- Parnara naso poutieri (Boisduval, 1833)

### Heteropterinae
- Hovala amena (Grose-Smith, 1891)
- Hovala arota  Evans, 1937
- Hovala dispar (Mabille, 1877)
- Hovala pardalina (Butler, 1879)
- Hovala saclavus (Mabille, 1891)